# 斯塔利山
72°20′S 164°41′E / 72.333°S 164.683°E
斯塔利山（英語：Mount Staley）是南極洲的山峰，位於維多利亞地的彭內爾海岸，海拔高度2,560米，屬於薩拉曼德山脈的一部分，美國地質調查局根據測量和該國海軍的空中照片繪入地圖，現時由南極條約體系管理。